# Vixen (Unternehmen)

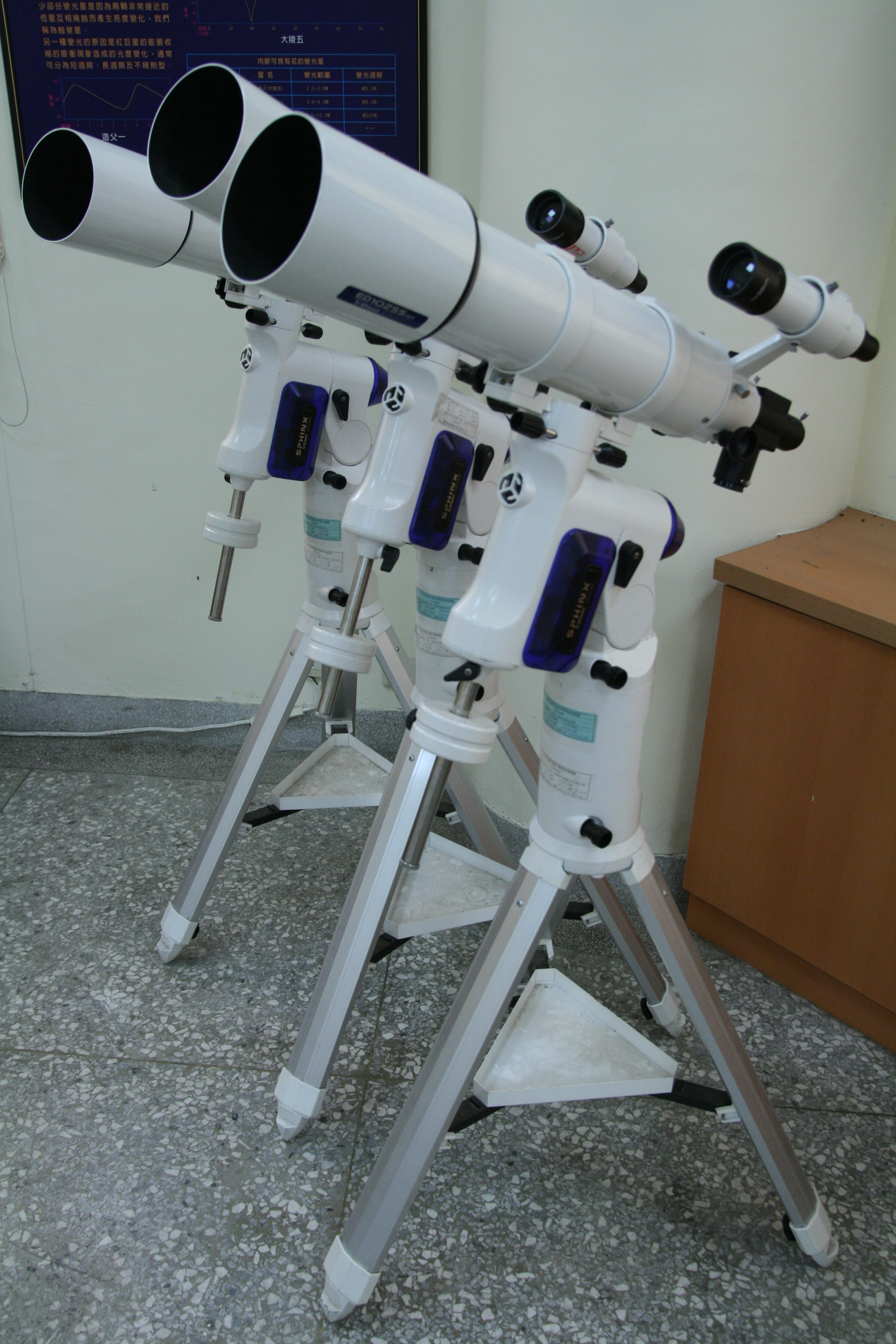
VIXEN ED102SS-SW (Foto 2010)

K.K. Vixen (jap. 株式会社ビクセン, Kabushiki kaisha Bikusen, engl. Vixen Co., Ltd.) ist ein japanischer Hersteller von astronomischen Teleskopen, Ferngläsern und Zubehör wie Okularen und Montierungen.

## Firmengeschichte
Im Oktober 1949 gründete Kōsuke Tsuchida (土田 耕助) ein Geschäft für optische Bauteile. 1954 erfolgte die Gründung der K.K. Kōyūsha (株式会社光友社, Kabushiki-gaisha Kōyūsha, engl. Koyusha Corporation Limited) in Shinjuku. 1966 begann das Unternehmen mit der Produktion von Teleskopen für den Amateurastronomiebereich unter dem Namen Gemini Eta (ジェミニエーター). August 1970 wurde der Name dann in K.K. Vixen geändert und im Laufe der folgenden Jahre die Unternehmensstruktur neu gestaltet. Im September 1984 erfolgte die Ausgliederung der Exportabteilung als Vixen Kōki Kōgyō K.K. (ビクセン光器工業株式会社, engl. Vixen Optical Devices Technology Co., Ltd.), das jedoch im Juni 2002 wieder in das Mutterunternehmen eingegliedert wurde. Im August 1985 zog das Unternehmen an seinen heutigen Standort in Tokorozawa.
Im Juli 1971 wurde die Atlas Kōgaku K.K. (アトラス光学株式会社, engl. Atlas Optics Corporation) als Ausgliederung des Produktionsstandortes in Itabashi gegründet. 1979 erfolgte der Umzug nach Tokorozawa und im Januar 1992 die Umfirmierung in Vixen Kaihatsu Kōgyō K.K. (ビクセン開発工業株式会社, engl. Vixen Development Technology Corporation). Im April 2006 wurde dieses in Unternehmen ebenfalls wieder eingegliedert.

## Unternehmensstruktur
Die Vixen-Unternehmensgruppe besteht aus folgenden Einzelunternehmen:
K.K. Vixen
Handelsunternehmen in Japan für den inländischen Vertrieb und weltweiten Export
Vixen Kōgaku K.K.
Vixen Kōgaku K.K. (ビクセン光学株式会社, engl. Vixen Optics Co., Ltd.) wurde im August 1969 in Itabashi gegründet und zog im Juni 1984 nach Tokorozawa. Vixen Kōgaku produziert Ferngläser, Teleskopzubehör und ähnliche Warengruppen.
Vixen Marketing K.K.
Vixen Marketing K.K. (ビクセンマーケティング株式会社) dient zur Vermarktung und dem Onlineverkauf der Produkte.
Vixen Europe GmbH
Die europäische Handels- und Serviceniederlassung wurde im Mai 2003 als deutsche Vertretung der Vixen Co. Ltd. gegründet. Die Vixen Europe GmbH betreut den Generalvertrieb ihrer Produkte in Deutschland, Österreich, Luxemburg sowie weitere Distributoren in Europa. Der Stammsitz befindet sich in Hilden und verfügt über ein eigenständiges Warenlager mit Büro- und Schulungsräumen sowie eigenen Service-Mitarbeitern. Ab Januar 2020 übernimmt BRESSER exklusiv die europäischen Distributionsrechte der Marke VIXEN.

## Herkunft des Firmennamens
Aus einer Weihnachtsballade von 1822 stammt der folgende Reim des amerikanischen Dichters Clement Clark Moore (1779–1863):
More rapid than eagles his courses they came,

And he whistled, and shouted, and called them by name:

“Now, Dasher! Now, Dancer! Now, Prancer! And, Vixen!

On, Comet! On, Cupid! On, Donner and Blitzen!”
In diesem Gedicht werden acht Rentiere des Santa Claus namentlich erwähnt – eines davon heißt „Vixen“ (Füchsin).